# Städtische Kunstgalerie Thessaloniki

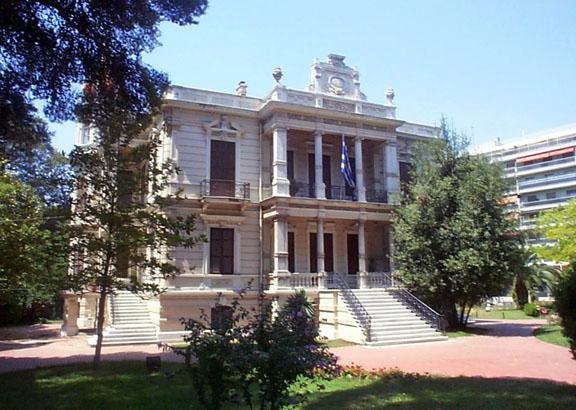
Villa Mordoch

Die Städtische Kunstgalerie Thessaloniki, auch Städtische Pinakothek Thessaloniki (griechisch Δημοτική Πινακοθήκη Θεσσαλονίκης), im Norden von Griechenland (Zentralmakedonien) wurde 1966 als Ableger der Stadtbibliothek gegründet. Seit 1986 war sie in der Villa Mordoch an der Vassilissis Olgas Avenue untergebracht, einem früheren Herrenhaus, das 1905 vom Architekten Xenophon Paionidis im eklektischen Stil entworfen wurde und der Stadt Thessaloniki gehört. Nach einem Umzug ist sie seit 2013 in der Villa Bianca untergebracht, ebenfalls in der Vassilissis Olgas Avenue. Sie nutzt außerdem den Makridis-Raum in der Nähe des Posidonio-Sportzentrums am Meeresufer und das alte Archäologische Museum (Yeni Cami) als Dauerausstellungsräume.
Die Galerie verfügt über mehr als 1000 Werke, verteilt auf die Sammlung der Thessaloniker Künstler (drei Generationen: 1898–1922, 1923–1940, 1941–1967), die Sammlung moderner griechischer Gravuren, die Sammlung byzantinischer und postbyzantinischer Ikonen, die einen Zeitraum von sechs Jahrhunderten umfasst, die Sammlung moderner griechischer Kunst und die Skulpturensammlung.
Die Galerie organisiert regelmäßig (hauptsächlich retrospektive) Ausstellungen griechischer Künstler, gibt zahlreiche Publikationen heraus, verfügt über eine Spezialbibliothek mit Lesesaal und bietet Führungen für die Öffentlichkeit an (im Voraus zu buchen). Seit 1986 fanden hier 55 Ausstellungen griechischer und ausländischer Künstler statt. Eines ihrer Ziele ist die gemeinsame Organisation von Ausstellungen mit großen Institutionen der bildenden Kunst in Griechenland und im Ausland. So wurden Künstler wie Max Ernst und Nikos Engonopoulos (1997), Theofilos (1998) und erstmals in Griechenland Werke von Nikolaos Gyzis aus dem Besitz seiner Familie (Ende 1999) präsentiert. Zu letzteren zählen Zeichnungen und Ölgemälde von Gyzis’ Reisen in Griechenland, Kleinasien und Deutschland, Familienporträts und -szenen, allegorische Themen, Genrebilder und Stillleben.
Zu den unmittelbaren Zielen der Städtischen Galerie gehört die Umwandlung der zweiten und dritten Etage der Villa Bianca in dauerhafte Ausstellungsräume für Werke Thessaloniker Künstler und ihre Sammlung byzantinischer Ikonen.

## Galerie

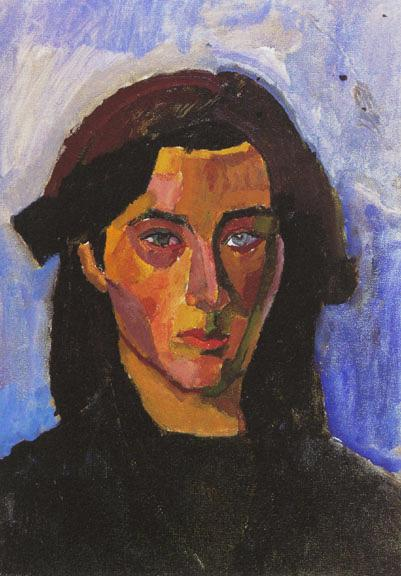
Anastasiadis
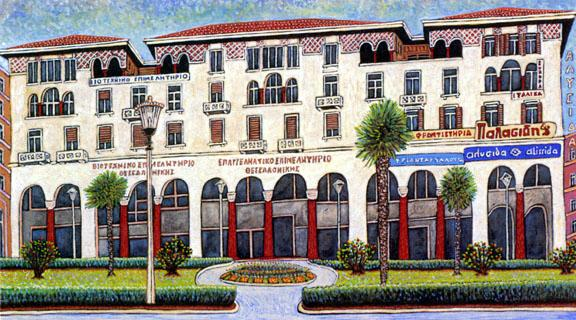
Papaspirou
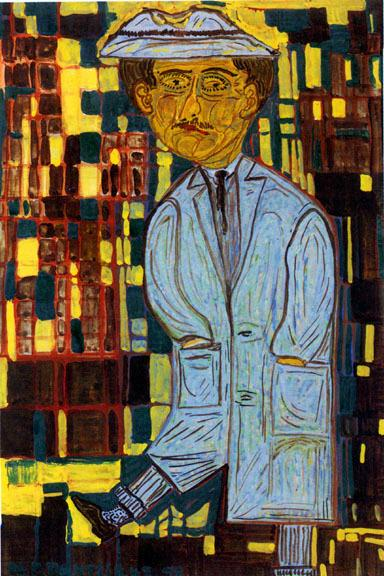
Pentzikis
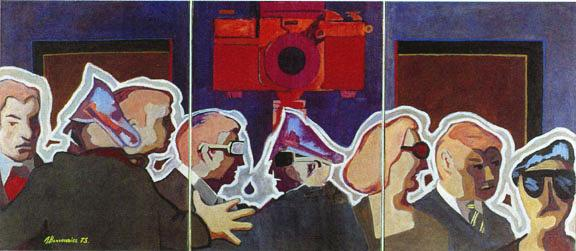
Venetoulias